# Фей (певица)
Фей (исп. Fey, род. 21 июля 1973 года в Мехико) — мексиканская певица
Продала более 1 миллиона дисков только в своей стране.

## Биография
Дебютный альбом певицы, озаглавленный просто Fey, вышел в Америке в 1995 году.
Второй альбом Фей, озаглавленный Tierna la noche, вышел через год.
При этом большинство записей певицы были спродюсированы Хосе Рамоном Флоресом, в 1996 году.

## Сотрудниченство
Большинство записей певицы были спродюсированы Хосе Рамоном Флоресом.

## Дискография
См. стр. «Fey discography» в английском разделе.